# Attendorn
Attendorn – niemieckie miasto w kraju związkowym Nadrenia Północna-Westfalia, w rejencji Arnsberg, w powiecie Olpe. Liczy 24 693 mieszkańców (2010).